# Résolution 1696 du Conseil de sécurité des Nations unies
 (décembre 2013).
Membres permanents
- Chine
- États-Unis
- France
- Royaume-Uni
- Russie

Membres non permanents
- Argentine
- Congo
- Danemark
- Ghana
- Grèce
- Japon
- Pérou
- Qatar
- Slovaquie
- Tanzanie

Résolution no 1695 Résolution no 1697
La résolution 1696 du conseil de sécurité des Nations unies est une résolution adoptée le 31 juillet 2006 à 14 voix contre 1 (Qatar). Elle vise à suspendre l'enrichissement d'uranium en Iran.

## Contenu de la résolution
- l'Iran doit suspendre, sous vérification de l'AIEA, toutes ses activités liées à l'enrichissement ou le retraitement de l'uranium.
- l'Iran a jusqu'au 31 août 2006 pour appliquer la résolution. Au-delà le Conseil de sécurité des Nations unies pourra envisager des sanctions.

### Texte
- Résolution 1696 Sur fr.wikisource.org
- Résolution 1696 Sur en.wikisource.org